# Gomma SBS

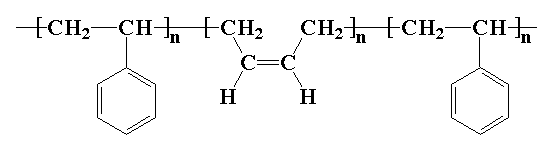
Struttura chimica

La gomma stirene-butadiene-stirene o gomma SBS (dall'inglese Styrene-Butadiene-Styrene) è un copolimero a tre blocchi, gommoso e resistente, utilizzato per fabbricare la suola delle scarpe e le piste per gare di atletica. Si ottiene dalla polimerizzazione di due polimeri, il polistirene e il polibutadiene.
Essendo i suoi nodi di reticolazione fisici, e non chimici, questo materiale fa parte della classe degli elastomeri termoplastici o termoelastomeri.

## Proprietà
Il polistirene è una plastica tenace e resistente, per cui il blocco stirenico conferisce all'SBS durabilità. Il polibutadiene, invece, è un materiale gommoso, per cui il gruppo butadienico conferisce al copolimero le stesse proprietà. In più le catene di polistirene tendono a formare delle regioni semicristalline (sferuliti) di forma lamellare.
Quando un blocco stirenico di una molecola SBS si unisce ad un dominio e le altre catene di polistirene sulla stessa molecola di SBS si uniscono ad un altro dominio, i differenti domini risultano legati tra loro dalle catene gommose del polibutadiene, che fa da blocco centrale. Questo dona al materiale la capacità di mantenere la forma sebbene sia allungato.
A differenza della gomma SBR, dove la reticolazione è di tipo chimico e impedisce il recupero del materiale, per l'SBS è possibile attuare un processo di riciclo. Basta portare il materiale al di sopra della sua temperatura di transizione vetrosa (Tg) per poterlo di nuovo lavorare e risistemare.

### Forme
La topologia di copolimeri come l'SBS dipende dalle proporzioni relative tra i due polimeri, ovvero dipende dalla percentuale di un polimero rispetto all'altro. Per esempio, nel caso di 5% di polistirene e 95% di polibutadiene, la struttura assume una forma raggomitolata in cui, tuttavia, i segmenti di stirene si riuniscono in strutture sferoidali, che fanno da punti di reticolazione fisici. Con la prevalenza del polibutadiene, il materiale è molto gommoso. Se fosse il polistirene a prevalere, la struttura sarebbe rigida e antiurto.